# Eohypochthonius vermicularis
Eohypochthonius vermicularis är en kvalsterart som beskrevs av Hammer 1979. Eohypochthonius vermicularis ingår i släktet Eohypochthonius och familjen Hypochthoniidae. Inga underarter finns listade i Catalogue of Life.